# Heinrich Pfeiffer
Heinrich Wilhelm Pfeiffer (n. 22 februarie 1939, Tübingen, Baden-Württemberg, Germania – d. 26 noiembrie 2021, Kladow⁠(d), Berlin, Germania) a fost un filosof, istoric și pedagog german, membru de onoare al Academiei Române (din 1991).